# Лама (Нарынская область)
Лама (кирг. Лама) — село в Жумгальском районе Нарынской области Кыргызстана. Входит в состав айылного аймака Жумгал.

## География
Село расположено в северо-западной части области, к северу от реки Джумгал, на расстоянии приблизительно 33 километров (по прямой) к северо-востоку от села Чаек, административного центра района. Абсолютная высота — 1708 метров над уровнем моря.

## Население
Согласно оценочным данным Национального статистического комитета Кыргызской Республики, численность населения села на начало 2023 года составляла 657 человек.
| год     | 2009 | 2014 | 2015 | 2020 | 2021 | 2023 |
| ------- | ---- | ---- | ---- | ---- | ---- | ---- |
| человек | 499  | 551  | 559  | 604  | 622  | 657  |